# بی‌شرم (فیلم ۲۰۱۳)
بی‌شرم (به هندی: Besharam) فیلمی است محصول سال ۲۰۱۳ و به کارگردانی آبیناو کاشیاپ است. در این فیلم بازیگرانی همچون رانبیر کاپور، پالاوی شاردا، ریشی کاپور، نیتو سینگ، جاوید جعفری، هیمانی شیوپوری ایفای نقش کرده‌اند.